# Ẩn danh (phim truyền hình)
Ẩn danh (tiếng Hàn: 신분을 숨겨라; Romaja: Shinbuneul Sumgyeora) là một bộ phim truyền hình Hàn Quốc 2015 với sự tham gia của Kim Bum, Park Sung-woong, Yoon So-yi và Lee Won-jong. Phim phát sóng trên tvN vào thứ hai và thứ ba lúc 23:00 gồm 16 tập bắt đầu từ ngày 16 tháng 6 năm 2015.

## Phân vai
- Kim Bum vai Cha Gun-woo
- Park Sung-woong vai Jang Moo-won
- Yoon So-yi vai Yoo Min-joo
- Lee Won-jong vai Choi Tae-pyung
- Kim Tae-hoon vai Min Tae-in[5]
- Im Hyun-sung vai Jin Duk-hoo
- Kim Min-joon vai Giáo viên Jung
- --- vai Lee Kwang-shik
- --- vai Ahn Kyung-soo
- --- vai Lee Myung-geun
- --- vai Nam In-ho
- --- vai Han Sang-joon
- --- vai Im Jae-myung
- Jung Do-won
- Woo Jung-gook
- Ryu Sung-hyun vai Baek Pro
- Park Sung-taek
- --- vai Ji-won
- Kim Ha-rin vai Yeon-hwa
- Kim Ji-won vai Min Tae-hee
- Jung Jin vai Chang-min
- Hong Seung-jin vai Sung-mo

## Đánh giá
| Tập | Ngày phát sóng        | AGB Nielsen Ratings | TNMS Ratings |
| --- | --------------------- | ------------------- | ------------ |
| 1   | 16 tháng 6 năm 2015   | 2.3%                | 2.3%         |
| 2   | 16 tháng 6 năm 2015   | 1.9%                | 2.4%         |
| 3   | 22 tháng 6]] năm 2015 | 1.6%                | 1.8%         |
| 4   | 23 tháng 6 năm 2015   | 2.5%                | 2.3%         |
| 5   | 29 tháng 6 năm 2015   | 2.0%                | 1.7%         |
| 6   | 30 tháng 6 năm 2015   | 2.1%                | 2.3%         |
| 7   | 6 tháng 7 năm 2015    | 2.0%                | 1.9%         |
| 8   | 7 tháng 7 năm 2015    | 2.1%                | 2.3%         |
| 9   | 13 tháng 7 năm 2015   | 2.0%                | 1.6%         |
| 10  | 14 tháng 7 năm 2015   | 1.8%                | 2.3%         |
| 11  | 20 tháng 7 năm 2015   | 1.9%                | 1.6%         |
| 12  | 21 tháng 7 năm 2015   | 1.9%                | 1.6%         |
| 13  | 27 tháng 7 năm 2015   | 1.7%                | 1.9%         |
| 14  | 28 tháng 7 năm 2015   | %                   | %            |
| 15  |                       | %                   | %            |
| 16  |                       | %                   | %            |